# USS Otter (DE-210)
«Оттер» (англ. USS Otter (DE-210) — військовий корабель, ескортний міноносець класу «Баклі» військово-морських сил США за часів Другої світової війни.
«Оттер» був закладений 26 липня 1943 року на верфі Charleston Naval Shipyard у Норт-Чарлстоні, де 23 жовтня 1943 року корабель був спущений на воду. 21 лютого 1944 року він увійшов до складу ВМС США.
Ескортний міноносець «Габбард» брав участь у бойових діях на морі в Другій світовій війні, супроводжував транспортні конвої союзників в Атлантиці. За час війни брав участь у затопленні у взаємодії з іншими протичовновими кораблями німецького підводного човна U-248.
За бойові заслуги, проявлену мужність та стійкість екіпажу в боях «Габбард» удостоєний бойової зірки, нашивки за участь у бойових діях, медалей «За Європейсько-Африкансько-Близькосхідну», «За Американську кампанії» і Перемоги у Другій світовій війні.

## Історія служби
16 січня 1945 у Північній Атлантиці північніше Азорських островів американські ескортні міноносці «Хейтер», «Оттер», «Варіан» та «Габбард» виявили німецький підводний човен U-248. Унаслідок проведеної глибинними бомбами атаки американських есмінців ворожий човен був затоплений разом з усіма 47 членами екіпажу.
У квітні 1945 року ця оперативна група приєдналася до великої оперативної групи ескортних есмінців і ескортних авіаносців, які патрулювали судноплавні шляхи Північної Атлантики та шукали підводні човни. При проведенні операції «Тірдроп» есмінець «Фредерік К. Девіс» був торпедований і затоплений німецьким підводним човном U-546, і в той час як інші кораблі групи вступили в бій і потопили ворожу субмарину, «Оттер» допомагав у порятунку тих, хто вижив на борту постраждалого есмінця.
Після закінчення війни в Європі «Оттер» був одним із кораблів, призначених для прийняття капітуляції німецьких підводних човнів. Він перехопив підводний човен на схід від Ньюфаундленду, висадив на борт абордажну команду та супроводжував підводний човен, що здався, понад тисячу миль до східного узбережжя США.
Потім «Оттер» почав переобладнання для тихоокеанської війни. Але, швидке закінчення бойових дій змінило плани, і «Оттера» відправили на базу підводних човнів ВМС у Нью-Лондон, штат Коннектикут, для допомоги в навчанні екіпажів підводних човнів.